# سرخیو سانچز (زاده ۱۹۹۵)
سرخیو سانچز (انگلیسی: Sergio Sánchez؛ زادهٔ ۳۰ اکتبر ۱۹۹۵) بازیکن فوتبال اهل اسپانیا است.
از باشگاه‌هایی که در آن بازی کرده‌است می‌توان به باشگاه فوتبال اوئسکا اشاره کرد.